# Johann Friedrich Stöver
Johann Friedrich (Hans) Stöver (Bremen, 9 augustus 1899 - aldaar, 1981) was een Duits kampcommandant. Zijn bijnaam was Nelis.
Tijdens de Tweede Wereldoorlog was hij SS-Schutzhaftlagerführer I in Kamp Amersfoort. Hij was de tweede man onder SS-Obersturmführer Walter Heinrich.
Stöver was eerder SS-Untersturmführer en kriminalsekretär geweest van Kamp Schoorl en stond daar bekend als een wrede man. Hij had als bijnaam, 'de Blaffer' en schepte er genoegen in om 's nachts, in hoogsteigen persoon, de barakken binnen te komen en 'meteen te gaan brullen'. In Kamp Amersfoort had hij vaak de leiding over het kamp, omdat Heinrich regelmatig buiten het kamp verbleef. Hij werd 'opgeleid' door twee SS'ers uit concentratiekamp Dachau, die door Heinrich waren overgebracht naar Kamp Amersfoort om de bewakers 'te leren hoe ze met de gevangenen om moesten gaan'. Stöver heeft volgens een getuigenverklaring minimaal één Sovjet-krijgsgevangene eigenhandig vermoord, door hem de hersens in te slaan met een stuk brandhout. Daarnaast confisqueerde hij voedsel dat voor de gevangenen was bestemd, ten gunste van de kampleiding. Hij was commandant van een vuurpeloton dat arrestanten zonder vorm van proces fusilleerde.
Tijdens zijn afwezigheid werd Stöver vaak vervangen door de notoir sadistische SS-Unter-Schutzhaftlagerführer Joseph Kotalla. Toen Heinrich in 1943 het kamp verliet, volgde niet Stöver maar derde man SS-Schutzhaftlagerführer II Karl Peter Berg hem op als Lagerkommandant, waarop Stöver van het toneel verdween.
Stöver trad in 1945 op als commandant van executiepelotons die represailles uitvoerden in Amsterdam. Hij rapporteerde aan Willy Lages. Op 5 januari 1945 werden onder zijn bevel vijf mannen gefusilleerd als represaille na een aanslag op het Gemeentelijk Arbeidskantoor in Amsterdam.
Op 7 juni 1949 werd Stöver door het Bijzonder Gerechtshof in Amsterdam veroordeeld tot levenslange gevangenschap. Hij werd gedetineerd in Breda. In 1950 werd hij door de Bijzondere Raad van Cassatie veroordeeld tot de doodstraf, maar een jaar later werd deze straf weer omgezet in levenslang. In mei 1959 werd de levenslange straf gewijzigd in 23 jaar en vier maanden. In november 1960 werd Stöver vrijgelaten, waarna hij terugkeerde naar Duitsland.
In 1974 kwam Stöver in het nieuws omdat hij een rechtszaak had aangespannen vanwege het verlies van zijn ambtenarenpensioen.